# Rostki Bajtkowskie
Rostki Bajtkowskie (niem. Rostken) – wieś w Polsce położona w województwie warmińsko-mazurskim, w powiecie ełckim, w gminie Ełk.
| SIMC    | Nazwa   | Rodzaj    |
| ------- | ------- | --------- |
| 1042265 | Romanki | część wsi |

W latach 1975–1998 miejscowość administracyjnie należała do województwa suwalskiego.